# Hoplolabis (Parilisia) punctigera
Hoplolabis (Parilisia) punctigera is een tweevleugelige uit de familie steltmuggen (Limoniidae). De soort komt voor in het Palearctisch gebied.